# بينس توث (لاعب كرة قدم)
بينس توث (بالمجرية: Tóth Bence)‏ هو لاعب كرة قدم مجري في مركز الدفاع، ولد في 25 مايو 1998 في Tapolca ‏ في المجر. شارك مع منتخب المجر لكرة القدم.

## وصلات خارجية
- بينس توث (لاعب كرة قدم) على موقع الاتحاد الأوربي (الإنجليزية)
- بينس توث (لاعب كرة قدم) على موقع قاعدة بيانات كرة القدم.إي يو (الإنجليزية)
- بينس توث (لاعب كرة قدم) على موقع Soccerway.com (الإنجليزية)